# Challenger AAT de TCA II 2024
Il Challenger AAT de TCA II 2024 è stato un torneo maschile tennis professionistico. È stata la 4ª edizione del torneo, facente parte della categoria Challenger 50 nell'ambito dell'ATP Challenger Tour 2024, con un montepremi di 40 000 $. Si è giocato dal 15 al 21 gennaio 2024 sui campi in terra rossa del Tenis Club Argentino di Buenos Aires, in Argentina.

## Partecipanti

### Teste di serie
| Nazionalità | Giocatore                     | Ranking* | Testa di serie |
| ----------- | ----------------------------- | -------- | -------------- |
| Argentina   | Mariano Navone                | 126      | 1              |
| Argentina   | Genaro Alberto Olivieri       | 174      | 2              |
| Argentina   | Santiago Fa Rodríguez Taverna | 207      | 3              |
| Argentina   | Andrea Collarini              | 227      | 4              |
| Slovacchia  | Jozef Kovalík                 | 231      | 5              |
| Austria     | Lukas Neumayer                | 233      | 6              |
| Italia      | Edoardo Lavagno               | 236      | 7              |
| Argentina   | Facundo Bagnis                | 240      | 8              |

* Ranking all'8 gennaio 2024.

### Altri partecipanti
I seguenti giocatori hanno ricevuto una wild card per il tabellone principale:
- Nicolás Kicker
- Mariano Navone
- Juan Bautista Torres

I seguenti giocatori sono entrati in tabellone come special exempt:
- Gonzalo Bueno
- Dmitrij Popko

I seguenti giocatori sono entrati in tabellone come alternate:
- Gianluca Mager
- Timo Stodder

I seguenti giocatori sono passati dalle qualificazioni:
- Felix Gill
- Hernán Casanova
- Carlos Sánchez Jover
- Gonzalo Villanueva
- Damian Wenger
- Orlando Luz

## Punti e montepremi
| Torneo    | Torneo              | V     | F     | SF    | QF    | 2T  | 1T  | Q | Q2  | Q1  |
| Singolare | Punti               | 50    | 25    | 14    | 8     | 4   | 0   | 3 | 1   | 0   |
| Singolare | Premi in denaro ($) | 5,500 | 3,260 | 1,900 | 1,120 | 660 | 395 | – | 215 | 125 |
| Doppio    | Punti               | 50    | 25    | 14    | 8     | –   | 0   | – | –   | –   |
| Doppio    | Premi in denaro ($) | 2,130 | 1,250 | 745   | 435   | –   | 245 | – | –   | –   |

## Campioni

### Singolare
Facundo Bagnis ha sconfitto in finale  Mariano Navone con il punteggio di 7–5, 1–6, 7–5.

### Doppio
João Fonseca /  Pedro Sakamoto hanno sconfitto in finale  Jakob Schnaitter /  Mark Wallner con il punteggio di 6–2, 6–2.